# Amerikafinlandssvenskar
Amerikafinlandssvenskar är amerikaner som härstammar från finlandssvenska invandrare som har emigrerat från Finland till Amerikas förenta stater (USA).

## Historik
Finlandssvenskarnas historia i Nordamerika går tillbaka till den svenska kolonin Nya Sverige i vars grundade de likaså deltog. Nästa gång började enstaka finlandssvenska grupper komma till USA på 1860-talet, men den egentliga immigrationsperioden inträffade mellan 1870- och 1930-talen då i runt tal 47 000 finlandssvenskar invandrade. Därefter har immigrationen från Svenskfinland till USA varit sparsam. Det stora flertalet finlandssvenskar slog sig ner i samma trakter som övriga invandrare från Norden. 
Att finlandssvenskarna lämnade svenskbygderna i Finland, för att söka nytt hem i USA berodde på flera orsaker, främst var hopp om bättre förvärvsmöjligheter. Flertalet av finlandssvenska immigranterna i USA kom främst från två av svenskbygderna i Finland, Svenska Österbotten och Åland. Från andra delar av Svenskfinland var emigrationen mer måttfull. Hos den första generationen amerikafinlandssvenskar var den finlandssvenska självbilden och identiteten stark. De grundade egna helt svenskspråkiga föreningar och centralorganisationer, bland annat bildades Svenskfinska nykterhetsförbundet med underavdelningar i de flesta av USA:s stater. Dessutom grundades egna sjukhjälps- och understödsföreningar. År 1920 sammanslogs nykterhetsförbundet och sjukhjälpsföreningarna till en ny organisation med namnet Runebergsorden (engelska: Order of Runeberg). Orden var indelad i loger och vid slutet av år 1921 fanns sammanlagt 59 runebergloger. Medlemsantalet i dessa uppgick till 4 378 personer. Runebergsorden har spelat en stor roll till att amerikafinlandssvenskarnas finlandssvenska identitet har, i varierande, styrka förts vidare från den ena generationen till den andra. Att kunskaperna i svenska språket försvagades redan hos andra generationens amerikafinlandssvenskar betydde inte att gruppidentiteten försvagades nämnvärt.  
Den första generationen amerikafinlandssvenskar upprätthöll goda kontakter med släkt och vänner i Finland. 1896 grundades en amerikafinlandssvensk dagstidning, Finska Amerikanaren. Tidningens namn ändrades år 1935 till Norden. Tidningen utkom under det namnet fram till den 20 oktober 2014, då den inledde nära samarbetsformer med den finlandssvenska månadstidskriften i Finland, Est Elle. Det nya namnet på tidskriften blev Est Elle & Norden USA vars första nummer utkom den 6 november 2014. Redaktionen på Norden News Inc. producerade eget innehåll på några sidor i varje tidning. 
I kyrkligt hänseende har amerikafinlandssvenskarna varit, genom tiderna, medlemmar i samma svenska församlingar som svenskamerikanerna.

## Kända Amerikafinlandssvenskar
- Eric Tigerstedt, uppfinnare
- Linus Torvalds, programmerare med mera
- Haddon Sundblom, tecknare (mest känd för Coca-cola-tomten)
- Gunnar Bärlund, tungviktsboxare
- Lars Ahlfors, matematiker